# Физическая энциклопедия
Физи́ческая энциклопе́дия — энциклопедия, состоящая из пяти томов, выпущенная издательством «Советская энциклопедия» (с 1991 года — издательство «Большая Российская энциклопедия») за период с 1988 года по 1998 год под редакцией академика А. М. Прохорова.

## Описание
Физическая энциклопедия — фундаментальное научно-справочное издание по всем разделам «классической» и квантовой физики; при создании Энциклопедии выявилась также необходимость представить в ней ряд вопросов из смежных с физикой пограничных областей: астрофизики, биофизики, физической химии, электроники и прикладной математики.
В энциклопедию включено около 6000 статей, авторами которых являются специалисты, работающие в конкретных областях науки.
Планировавшийся тираж — 100 000 экз.
Перед этим, в 1983 году, тем же издательством и под редакцией того же академика был выпущен Физический энциклопедический словарь.

## Главный редактор
- А. М. Прохоров

## Редакционная коллегия
- Д. М. Алексеев (зам. гл. редактора)
- А. М. Балдин
- А. М. Бонч-Бруевич
- А. С. Боровик-Романов
- Б. К. Вайнштейн
- С. В. Вонсовский
- А. В. Гапонов-Грехов
- С. С. Герштейн
- И. И. Гуревич
- А. А. Гусев (зам. гл. редактора)
- М. А. Ельяшевич
- М. Е. Жаботинский
- Д. Н. Зубарев
- Б. Б. Кадомцев
- Л. П. Питаевский
- Ю. Г. Рудой (зам. гл. редактора)
- И. С. Шапиро
- Д. В. Ширков

Также в числе научных консультантов: С. А. Ахманов, Л. М. Биберман, М. Д. Галанин, Ю. Н. Денисюк, М. И. Каганов, Н. В. Карлов, М. А. Миллер, И. Д. Новиков, Л. Б. Окунь, В. Л. Покровский, М. И. Рабинович, А. А. Старобинский, В. И. Татарский, Е. Д. Щукин.

## Нумерация и содержание материалов в томах
Статьи в томах Физической энциклопедии распределены следующим образом:
| Том | Первая статья                 | Последняя статья  | Год  | Тираж   |
| --- | ----------------------------- | ----------------- | ---- | ------- |
| 1   | Ааронова — Бома эффект        | Длинные линии     | 1988 | 100 000 |
| 1   | Ааронова — Бома эффект        | Длинные линии     | 1999 | 20 000  |
| 2   | Добротность                   | Магнитооптика     | 1990 | 10 000  |
| 2   | Добротность                   | Магнитооптика     | 1999 | 10 000  |
| 3   | Магнитоплазменный компрессор  | Пойнтинга теорема | 1992 | 50 000  |
| 4   | Пойнтинга — Робертсона эффект | Стримеры          | 1995 | 20 000  |
| 5   | Стробоскопические приборы     | Яркость           | 1998 | 20 000  |